# Partit Regionalista del País Lleonès
El Partit Regionalista del País Lleonès (castellà: Partido Regionalista del País Leonés, abreujat PREPAL) és un partit polític lleonesista, que promulga l'autonomia de les províncies de Salamanca, Zamora i Lleó (l'anomenat País Lleonès). Va ser fundat el 1980 (legalitzat, després de ser sol·licitat en el mes d'abril de 1980, el 18 de setembre de 1980) pel professor zamorà Francisco Iglesias Carreño, actual president de la formació. Cada tercer diumenge de maig, Ciudadanos Zamoranos organitza la Festa de les Comarques del País Lleonès en el bosc de Valorio (Zamora). El PREPAL col·labora des de la seva fundació en aquest esdeveniment.